# Coconinoïte
La coconinoïte est un minerai d'uranium découvert dans le comté de Coconino, en Arizona qui lui donne son nom. C'est un phosphate d'uranyle comme la blatonite, la boltwoodite, la métazeunérite ou la rutherfordine.
La coconinite est décrite pour la première fois en 1966 dans la mine Huskon, à Cameron et dans la mine Sun Valley, dans le district de Vermilion Cliffs en Arizona.

## Composition
La formule chimique est Fe2Al2(UO2)2(PO4)4(SO4)(OH)2·20H2O ou Fe3+2Al2(UO2)2(PO4)4(SO4)(OH)2•18(H2O). La formule chimique est dérivée de l'analyse spectrographique. 

## Propriétés physiques
La coconinoïte a un trait blanc et une couleur jaune crème pâle. Elle se présente sous forme de cristaux microscopiques, le plus gros trouvé mesurait 6 micromètres sur 20. C'est un minéral radioactif, mais non fluorescent. Lorsqu'on le chauffe pour le déshydrater, on constate qu'il perd une partie de son SO2 entre 600 et 800 °C.

## Environnement et gîtologie
Elle se forme dans la zone oxydée des gisements d'uranium de type plateau du Colorado, pauvres en vanadium, dans l'Utah et l'Arizona. Elle se trouve associée à du gypse, de la jarosite, de la limonite, du quartz, des minéraux argileux et du bois charbonné à la mine Jomac, Utah. 
La base de données minéralogique Mindat.org recense, en plus des 4 gisements de l'Arizona et de l'Utah, un gîte dans le New Hampshire, un autre en Argentine, et deux derniers en Europe (en Sardaigne et en Suisse).